# Begonia assurgens
Espèce
Begonia assurgens est une espèce de plantes de la famille des Begoniaceae. Ce bégonia est originaire du Salvador. L'espèce fait partie de la section Weilbachia. Elle a été décrite en 1963 par Focko H.E. Weberling (de) (1926-2009) à la suite des travaux de Edgar Irmscher (1887-1968). L'épithète spécifique assurgens signifie « ascendant ».

## Répartition géographique
Cette espèce est originaire du pays suivant : Salvador.